# Juli Briskman
Juli Ellyn Briskman (Klyce; nascuda el 16 de març de 1967) és una política, analista de màrqueting i periodista nord-americana. És supervisora del districte Algonkian del comtat de Loudoun, Virgínia. Briskman va cridar l’atenció internacional per abandonar l’aleshores president Donald Trump a Sterling, Virgínia, quan tornava d’un viatge de golf el 2017 i ensenyar-li el dit del mig en mostra de desaprovació. Després va tornar a rebre atenció internacional quan va ser elegida membre del Consell de Supervisors del Comtat de Loudoun el 2019.

## Primers anys de vida
Briskman és originària de l' àrea metropolitana de Columbus, Ohio, i es va graduar a la Worthington High School, on va ser atleta d'hoquei sobre herba, el 1985. Es va graduar a la Ohio State University el 1990, amb una llicenciatura en periodisme. Va treballar al diari de l'escola, The Lantern. Va rebre un MBA en màrqueting de la Carey Business School de la Universitat Johns Hopkins, el 1998.

## Carrera
Briskman es va internar al Kuwait Times, on va fer notícies per haver fugit a l'Aràbia Saudita mentre els iraquians envaïen Kuwait. Va treballar al Departament d'Estat dels Estats Units com a oficial d'enllaç comunitària durant vuit anys, incloent-hi ambaixades a Riga, Letònia i Almati, Kazakhstan. Després de treballar al Departament d’Estat, va estar als departaments d’admissions i màrqueting de Village Green Day School. Va ser analista de màrqueting en diverses empreses fins a principis del 2019, inclòs com a directora de màrqueting d’una empresa sanitària a Chantilly, Virgínia. Va rebre un certificat de màrqueting digital de la Universitat de Georgetown el 2017.

### Controvèrsia del dit del mig
El 28 d'octubre de 2017, Briskman anava amb la seva bicicleta per Sterling, Virgínia, quan la caravana de Trump la va passar quan sortia del Trump National Golf Club Washington, DC. Llavors ella es va girar i li va ensenyar el dit del mig mentre Trump passava, gest que va quedar atrapat a la càmera d’un fotògraf. Briskman havia treballat com a analista de màrqueting per a Akima, un contractista governamental, durant vuit mesos fins que va ser acomiadada per haver utilitzat la foto viral com a foto de portada de Facebook i la seva foto de perfil de Twitter. Va demandar la baixa per causa que un altre empleat també tenia "contingut obscè", que era feina seva marcar, als seus comptes de xarxes socials, però se li va permetre eliminar-lo. La seva reclamació no es va confirmar al jutjat perquè les lleis laborals a voluntat de Virgínia no cobreixen la llibertat d'expressió, però el jutge va concedir a Briskman la indemnització completa per acomiadament que li devien.

### Eleccions del 2019
El 2019, Briskman, demòcrata, va ser elegit a la seu del districte d’Algonkian de la Junta de Supervisors del Comtat de Loudoun, derrotant a Suzanne M. Volpe, titular durant vuit anys. Es va descriure a si mateixa com a política a favor de l’ambientalisme, l'educació i els drets de les dones, més que no pas l’atenció que havia rebut per haver protestat contra el president Trump. El Washington Post va descriure la seva victòria com una "venjança fabulosa", i Gerard Baker, del diari londinenc The Times va assenyalar que posava en relleu els problemes percebuts pel president Trump amb dones suburbanes nord-americanes.

## Vida personal
Briskman es va traslladar al comtat de Loudoun a principis de la dècada de 2000. És mare de dos fills amb el seu exmarit. Briskman també ha treballat a temps parcial com a instructora de ioga.